# Asparagus kiusianus
Asparagus kiusianus är en sparrisväxtart som beskrevs av Tomitaro Makino. Asparagus kiusianus ingår i släktet sparrisar, och familjen sparrisväxter. Inga underarter finns listade i Catalogue of Life.